# Togo-Restvölker
Die Bezeichnung Togo-Restvölker stammt aus der historischen Sprachwissenschaft zu Afrika. Sie fasste alle jene Volksgruppen der ehemaligen deutschen Kolonie Togo zusammen, welche sprachlich weder zu den gursprachigen Gruppen des Nordens noch zu den Ewe, Akan, Yoruba (hier in Gestalt der Nago), Ga und Guang gerechnet werden konnten. Sie bildeten zusammen mit zahlreichen Gruppen des Nordens und den Guang eine ältere Bevölkerungsschicht, die vermutlich bereits in diesen Gegenden siedelte, bevor die übrigen Gruppen, zumeist im 17. und 18. Jahrhundert infolge kriegerischer Unruhen, hier einwanderten. Zu den Togo-Restvölkern zählte der Afrikanist Diedrich Westermann mit seiner in den 1920er Jahren vorgenommenen Klassifikation afrikanischer Sprachen die Avatime (einschließlich Nyagbo-Tafi), Akpafu, Santrokofi, Likpe (auch Bakpele genannt), Borada, Lefana, Boviri, Tetemang, Lolobi, Kebu, Akposso und Adele, um nur die größeren Gruppen zu nennen. Es gibt aber auch noch zahlreiche kleinere Gruppen vornehmlich in den gebirgigen Gegenden des heutigen Mittel- und Südtogo sowie in Ghana östlich des mittleren und unteren Volta. 
Die sprachlichen Gemeinsamkeiten der Togo-Restsprachen korrelierten jedoch weder mit einer sozialen oder politischen Einheit noch mit einer gemeinsamen Identität ihrer Sprecher, weshalb der Begriff Völker für die Sprecher dieser Sprachgruppen irreführend war. 
Die einzelnen Gruppen der Togo-Restvölker unterscheiden sich sowohl sprachlich als auch kulturell von den übrigen ethnischen Gruppen. Kulturelle Hauptcharakteristika, mit denen sie sich von den übrigen Volksgruppen unterscheiden, sind der (traditionelle) Reisanbau und das Lehmkastenhaus mit Flachdach. Als sprachliches Charakteristikum gilt eine nominale Klassenbildung, die hauptsächlich durch Vorsilben stattfindet.
Hinzu kommt die Eisengewinnung, welche in der Geschichte hauptsächlich durch die Akpafu und Santrokofi betrieben wurde. Beide Völker rühmen sich, die Eisengewinnungstechnik als älteste zu kennen und erst im 19. Jahrhundert sei dieses Handwerk aufgrund europäischer Importe unrentabel geworden. Aus heutiger Sicht brauchbare Eisenerze finden sich an vielen Stellen des Togo durchziehenden Gebirgssystems, insbesondere bei den Bassari im Norden und in der Landschaft Boëm im westlichen Mitteltogo (heute Ghana) fand im 19. Jahrhundert noch Eisenproduktion statt.